# Chaetopleura brucei
Chaetopleura brucei är en blötdjursart som beskrevs av Tom Iredale 1912. Chaetopleura brucei ingår i släktet Chaetopleura och familjen Ischnochitonidae. Inga underarter finns listade i Catalogue of Life.